# Мухамеджанов, Ато
Ато Самуиддинович Мухамеджанов (тадж. Ато Муҳаммадҷонов; 2 сентября 1940, Душанбе — 9 сентября 2002) — советский и таджикский актёр театра и кино. Народный артист Таджикской ССР.

## Биография
Родился в Душанбе. Отец актёра был учёным; он являлся редактором изданий Садриддина Айни. Не окончив среднюю школу, в 1957 году поступил на работу в Таджикский академический театр им. А. Лахути. В 1959 году пытался поступить в Ташкентский театрально-художественный институт, но из за отсутствия школьного аттестата не был принят.
В начале 1970-х на студии «Таджикфильм» участвовал в дубляже советских и зарубежных кинофильмов. Первая роль в кино — фильм Тахира Сабирова «…Тот станет всем» (1975).
Похоронен на кладбище «Лучоб» в Душанбе.
В Курган-Тюбе находится театр имени Ато Мухамеджанова.

## Награды
- 1974 — VII-й Всесоюзный кинофестиваль — диплом за исполнение роли в фильме «Тайна забытой переправы».

## Фильмография
| Год  |    | Название                                | Роль                                                        |
| ---- | -- | --------------------------------------- | ----------------------------------------------------------- |
| 1999 | ф  | Лунный папа                             | Сафар - отец Мамлакат и Насреддина                          |
| 1996 | ф  | Буюк Амир Темур (Узбекистан)            | Имя персонажа не указано                                    |
| 1993 | ф  | Кодекс молчания-2 (Россия, Узбекистан)  | эпизод                                                      |
| 1992 | ф  | Остров (Казахстан, Таджикистан)         | главная роль                                                |
| 1992 | ф  | Джосус (Казахстан, Таджикистан)         | Имя персонажа не указано                                    |
| 1991 | ф  | Чужая игра                              | Хамид                                                       |
| 1990 | ф  | Благословенная Бухара                   | Имя персонажа не указано                                    |
| 1989 | ф  | Шок                                     | Мурад Назирович Назиров                                     |
| 1989 | ф  | Пришелец                                | Имя персонажа не указано                                    |
| 1989 | ф  | Опалённые Кандагаром                    | отец Хайдарова                                              |
| 1989 | ф  | Кодекс молчания                         | Хамидулла Насыров                                           |
| 1989 | ф  | Квартира                                | отец Печального                                             |
| 1989 | ф  | Восточная плутовка (Майсаранинг иши)    | Кадиев / городской судья                                    |
| 1988 | ф  | Взгляд                                  | отец Лолы                                                   |
| 1986 | ф  | Хромой дервиш (СССР, Венгрия, Турция)   | Мирза                                                       |
| 1986 | тф | Дополнительный прибывает на второй путь | Фазылов                                                     |
| 1985 | ф  | Прощай, зелень лета...                  | отец Ульфат                                                 |
| 1985 | тф | Джура - охотник из Мин-Архара           | Шагодай                                                     |
| 1985 | ф  | Говорящий родник                        | Сулейман Парпиев (главная роль)                             |
| 1984 | ф  | Репортаж из бездны                      | Аванг Сулонг                                                |
| 1984 | ф  | Позывные "Вершина"                      | Имя персонажа не указано                                    |
| 1984 | ф  | Наедине                                 | Имя персонажа не указано                                    |
| 1983 | ф  | Семейные тайны                          | Султанходжа (главная роль)                                  |
| 1983 | ф  | На перевале не стрелять!                | Карим-Датхо                                                 |
| 1982 | ф  | Юность гения                            | эмир Бухары (главная роль) озвучил Армен Джигарханян        |
| 1982 | тф | Гляди веселей (Нигоҳи шод)              | шах                                                         |
| 1981 | ф  | Преступник и адвокаты                   | эпизод                                                      |
| 1981 | ф  | Любовь моя – революция                  | Имя персонажа не указано                                    |
| 1981 | ф  | Контакт                                 | Саид-ака                                                    |
| 1981 | ф  | Встреча у высоких снегов                | Аппанбай                                                    |
| 1980 | ф  | Седьмая пятница                         | Абдусамад                                                   |
| 1980 | ф  | Контрольная полоса                      | Хабиб, эпизод                                               |
| 1980 | тф | Апрельские сны                          | Сулейман Мирзоевич                                          |
| 1979 | тф | Юности первое утро (Субҳи ҷавонии ман)  | Азизхан (главная роль)                                      |
| 1979 | ф  | Загадай себе прошлое                    | Имя персонажа не указано                                    |
| 1978 | ф  | А счастье рядом                         | Ахмет Гафурович Гафуров                                     |
| 1977 | ф  | Первая любовь Насреддина                | Рустам-усто - мастер дублировал Игорь Ефимов                |
| 1977 | ф  | Жили-были в первом классе...            | Хасан - отец Сайфи                                          |
| 1976 | ф  | Сказание о Сиявуше                      | Афрасиаб                                                    |
| 1976 | ф  | Семь похищенных женихов                 | Бобо-Нияз - Нияз Усманов дублировал Игорь Ефимов            |
| 1975 | тф | Тот станет всем                         | Имя персонажа не указано                                    |
| 1975 | тф | Семейные дела Гаюровых                  | Боир Гаюров                                                 |
| 1974 | ф  | Требуется тигр                          | Имя персонажа не указано                                    |
| 1974 | ф  | Одной жизни мало                        | Агзам                                                       |
| 1974 | ф  | Белая дорога                            | Ибрагим                                                     |
| 1973 | ф  | Я - граница                             | капитан Пулатов - командир погранзаставы                    |
| 1973 | ф  | Тайна забытой переправы                 | Абдурахман-хан дублировал Ефим Копелян                      |
| 1972 | ф  | Хабиб - повелитель змей                 | Бай                                                         |
| 1972 | ф  | Звезда в ночи                           | эмир Музаффар                                               |
| 1970 | ф  | Третья дочь                             | гончар Мухтар (главная роль) дублировал Владислав Ковальков |
| 1969 | ф  | Разоблачение                            | Султан-бек дублировал Ю.Саранцев                            |
| 1966 | ф  | Смерть ростовщика                       | Абдулло дублировал Олег Мокшанцев                           |

.